# Manja, Cetatea Albă
Manja (în ucraineană Міняйлівка, transliterat: Mineailivka) este un sat în comuna Păuleni din raionul Cetatea Albă, regiunea Odesa, Ucraina. Are 1.645 locuitori, preponderent români.
Satul este situat la o altitudine de 41 m, în partea nord-vestică a raionului Sărata, la mică distanță de frontiera dintre Ucraina și Republica Moldova. Teritoriul localității este străbătut de râul Sărata; în dreptul localității, are loc vărsarea râului Copceac în râul Sărata.
Până în anul 1947 satul a purtat denumirea oficială de Manja (în ucraineană Манжя), în acel an el fiind redenumit Mîniailîvka. De această comună depinde administrativ satul Anești.

## Istoric
Prin Tratatul de pace de la București, semnat pe 16/28 mai 1812, între Imperiul Rus și Imperiul Otoman, la încheierea războiului ruso-turc din 1806 – 1812, Rusia a ocupat teritoriul de est al Moldovei dintre Prut și Nistru, pe care l-a alăturat Ținutului Hotin și Basarabiei/Bugeacului luate de la turci, denumind ansamblul Basarabia (în 1813) și transformându-l într-o gubernie împărțită în zece ținuturi (Hotin, Soroca, Bălți, Orhei, Lăpușna, Tighina, Cahul, Bolgrad, Chilia și Cetatea Albă, capitala guberniei fiind stabilită la Chișinău).
Satul Manja a fost înființat în anul 1860 de către țărani moldoveni iobagi fugiți de pe moșii.
După Unirea Basarabiei cu România la 27 martie 1918, satul Manja a făcut parte din componența României, în Plasa Volintiri a județului Cetatea Albă. Pe atunci, majoritatea populației era formată din români, existând și o comunitate mare de ruși. La recensământul din 1930, s-a constatat că din cei 788 locuitori din sat, 635 erau români (80.58%), 123 ruși (15.61%), 10 bulgari (1.27%), 6 evrei și 5 germani.
Ca urmare a Pactului Ribbentrop-Molotov (1939), Basarabia, Bucovina de Nord și Ținutul Herța au fost anexate de către URSS la 28 iunie 1940. După ce Basarabia a fost ocupată de sovietici, Stalin a dezmembrat-o în trei părți. Astfel, la 2 august 1940, a fost înființată RSS Moldovenească, iar părțile de sud (județele românești Cetatea Albă și Ismail) și de nord (județul Hotin) ale Basarabiei, precum și nordul Bucovinei și Ținutul Herța au fost alipite RSS Ucrainene. La 7 august 1940, a fost creată regiunea Ismail, formată din teritoriile aflate în sudul Basarabiei și care au fost alipite RSS Ucrainene .
În toamna anului 1940, Comitetul Executiv Raional Volontirovca din RRS Moldovenească a inițiat un demers către Sovietul Suprem al URSS, de trecere a satului Manja în componența RSS Moldovenească, deoarece populația sa este formată din moldoveni și el se află în apropiere de frontiera interunională. În mai 1941, Sovietul Suprem al URSS a respins demersul „privind trecerea satului Manja din raionul Starocazacie, RSSU, în raionul Volontirovca, RSSM, deoarece depărtarea acestui sat de centrul raional Volontirovca nu poate servi drept temei pentru trecerea lui dintr-o republică în alta .
În perioada 1941-1944, toate teritoriile anexate anterior de URSS au reintrat în componența României. Apoi, cele trei teritorii au fost reocupate de către URSS în anul 1944 și integrate în componența RSS Ucrainene, conform organizării teritoriale făcute de Stalin după anexarea din 1940, când Basarabia a fost ruptă în trei părți.
În anul 1947, autoritățile sovietice au schimbat denumirea oficială a satului din cea de Manja în cea de Mîniailîvka. În 1949, satul Manja a înglobat și satul Aninoasa (în ucraineană Аніноса), sat fondat de germanii basarabeni în 1849. În anul 1954, Regiunea Ismail a fost desființată, iar localitățile componente au fost incluse în Regiunea Odesa.
Începând din anul 1991, satul Manja face parte din raionul Sărata al regiunii Odesa din cadrul Ucrainei independente. În prezent, satul are 1.645 locuitori, preponderent români.

## Cultură
Școala din satul Manja are ca limbă de predare limba română.

## Demografie
Componența lingvistică a localității Manja
     Română (97,87%)
     Rusă (1,4%)
     Alte limbi (0,61%)
Conform recensământului din 2001, majoritatea populației localității Manja era vorbitoare de română (97,87%), existând în minoritate și vorbitori de rusă (1,4%).
1930: 788 (recensământ) 
2001: 1.645 (recensământ)